# Miloš Forman
Miloš Forman (Čáslav, 18. veljače 1932. — Danbury, Connecticut, SAD, 13. travnja 2018.), glumac, scenarist, profesor i filmski redatelj, dvostruki dobitnik Oscara.
Forman je rođen u Čáslavu, u  Čehoslovačkoj (danas Češka) u obitelji oca Židova i majke  protestantkinje. Kao malo dijete ostao je siroče, kad su njegovi roditelji umrli u njemačkom  koncentracijskom logoru u Auschwitzu.; njegov otac je zatvoren jer je bio član čehoslovačkog Pokreta otpora, majka jer je nezakonito trgovala namirnicama.
Nakon rata, Forman je pohađao javnu školu King George College u Poděbradyju gdje su mu kolege bili Václav Havel i braća Mašin. Poslije je studirao scenarij na akademiji primijenjenih umjetnosti u Pragu. Režirao je nekoliko čeških komedija u Čehoslovačkoj. Međutim, 1968., kad su SSSR i njegovi saveznici iz  Varšavskog ugovora izvršili invaziju kako bi prekinuli Praško proljeće, on je bio u Parizu gdje je pregovarao o produkciji njegova prvog američkog filma.
Češki studio za kojeg je radio ga je otpustio, tvrdeći da je ilegalno napustio zemlju. Preselio se u New York, gdje je poslije postao profesor filma na sveučilištu Columbia i dopredsjednik katedre za film, uz Františeka Daniela. Jedan od njegovih štićenika bio je budući redatelj James Mangold, kojeg je Forman savjetovao o pisanju scenarija.
Usprkos početnim poteškoćama, počeo je režirati u svojoj novoj zemlji te postigao uspjeh 1975. s adaptacijom romana Kena Keseyja, Let iznad kukavičjeg gnijezda, koja je osvojila pet Oscara uključujući onaj za režiju. 1977. je postao naturalizirani državljanin Sjedinjenih Država. Drugi veliki uspjesi bili su Amadeus, koji je osvojio osam Oscara, i Narod protiv Larryja Flynta za kojeg je primio nominaciju za najbolju režiju.
1997. je primio Kristalni globus za izvanredni umjetnički doprinos svjetskoj kinematografiji na međunarodnom filmskom festivalu u Karlovy Varyma.
Forman je nastupio s  Edwardom Nortonom u njegovom redateljskom debiju Vjeruj u ljubav (2000.) kao mudri prijatelj Nortonovu mladom, zbunjenom svećeniku.
Formanova dva sina Petr Forman i Matěj Forman su također filmski i kazališni glumci.
Asteroid 11333 Forman nazvan je po Milošu Formanu.

## Filmografija
- Audicija (1963.)
- Crni Petar (1964.)
- Ljubavi jedne plavuše (1965.)
- Gori, moja gospođice! (1967.)
- Svlačenje (1971.)
- Let iznad kukavičjeg gnijezda (1975.)
- Kosa (1979.)
- Ragtime (1981.)
- Amadeus (1984.)
- Valmont (1989.)
- Narod protiv Larryja Flynta (1996.)
- Čovjek na Mjesecu (1999.)
- Goyini duhovi (2006.)

## Vanjske poveznice
- Miloš Forman u internetskoj bazi filmova IMDb-u (engl.)
- Miloš Forman, BBC News of March 2001
- Interview with Milos Forman: Defender of the Artist and the Common Man  Arhivirana inačica izvorne stranice od 21. veljače 2018. (Wayback Machine)
- Courtney Love interviews Milos Forman  Arhivirana inačica izvorne stranice od 27. rujna 2007. (Wayback Machine)
- Miloš Forman  Arhivirana inačica izvorne stranice od 1. prosinca 2015. (Wayback Machine) profile